# Божко, Александр Евгеньевич
Александр Евгеньевич Божко (12 июля 1935 — 28 октября 2013) — советский и украинский учёный в области электромеханики, динамики и прочности машин, доктор технических наук (1971), профессор (1974), член-корреспондент НАНУ (1992).
Окончил Чугуевское Суворовское училище (1943—1946), Киевское Суворовское военное училище (1946—1953, с золотой медалью), Харьковский политехнический институт (1956—1961) и заочно — аспирантуру Харьковского института радиоэлектроники (1965—1968).
В 1961—1966 гг. — младший и старший (с 1965 года) научный сотрудник НИИ электротехники. В 1966—1972 гг. — старший инженер кафедры автоматики Харьковского института радиоэлектроники.
С 1972 г. — заведующий отделом в Институте проблем машиностроения АН УССР.
Диссертации (защищены с интервалом в два года):
- Исследование автоматических систем вибрационных испытаний приборов и устройств автоматики : диссертация … кандидата технических наук : 05.00.00. — Харьков, 1968. — 240 с. : ил.
- Оптимизация систем вибрационных испытаний приборов и машин : диссертация … доктора технических наук : 05.00.00. — Харьков, 1970. — 465 с. : ил.

Доктор технических наук (1971), профессор (1974), член-корреспондент НАНУ (1992).
Лауреат премий имени Г. Проскуры (1978) и В. Семинского (1989) АН УРСР и премии В. Н. Хрущова НАНУ (2007).